# Günther Feustel
Günther Feustel (* 13. Juli 1924 in Teltow; † 16. Januar 2011 ebenda) war ein deutscher Autor von Kinder- und Jugendliteratur.

## Leben und Werk
Feustel wuchs in der Hohen Tatra auf. Ab 1943 war er deutscher Soldat, 1945 unterrichtete er als Neulehrer Biologie und Chemie in Stahnsdorf, später war er Lehrer an der Oberschule in Blankenfelde. Seit 1958 war er freischaffender Schriftsteller.
Günther Feustel war mit der Jugendbuchautorin Ingeborg Feustel verheiratet. Gemeinsam mit ihr schuf er Fernsehpuppen für Kinder, beispielsweise Pittiplatsch und Schnatterinchen und die Texte für deren Spielszenen.
Am 17. Januar 1951 wurde der gemeinsame Sohn des Ehepaares Jan-Michael Feustel geboren.
Von Günther Feustel sind über 30 Kinderbücher erschienen, die in 24 Sprachen übersetzt wurden. Viele seiner Geschichten, Romane und Hörspiele für Kinder und Jugendliche handeln von Menschen und Tieren in der freien Natur. In den Lesebüchern für Grundschüler sorgte von 1970 bis zum Ende der DDR Feustels Beitrag Uli und sein großer Freund für die Präsenz der Nationalen Volksarmee (NVA) im Unterrichtsstoff.

## Werke (Auswahl)
- 1954: Uli und sein Schweinchen Jo. Illustriert Ingeborg Friebel
- 1955: Mäuse, Tränen und ein Stubenzoo. Illustriert Ingeborg Friebel
- 1956: Ich suche einen Bruder!
- 1957: Die Bande vom oberen Kiefernweg.
- 1957: Tiere sind unsere Nachbarn.
- 1958: Guten Tag, Natur! Illustriert Helmut Kloss
- (1959) Boxer und die Arche Noah. Illustriert Werner Schinko. Altberliner Verlag Lucie Groszer
- 1959: Gräser erobern die Erde Illustriert Helmut Kloss
- 1959: Der ungeschickte kleine Elefant. Illustriert Heinz Rodewald
- 1960: Martin und die Wiesenpieper. Illustriert Ingeborg Friebel
- 1961: Katrinchen. Illustriert Ingeborg Friebel
- 1961: Wir aus der 2a. Illustriert Erich Gürtzig
- 1962: Gnugu
- 1963: José, eine Geschichte aus Südamerika
- 1965: Nino Däumling
- 1968: Die drei Cäcilien. Illustriert Erich Gürtzig
- 1969: Jonathan
- 1969: Die Geburtstagslaterne
- 1973: Das Märchen von springenden singenden Brunnen (Litera)
- 1976: Die fliegende Windmühle
- 1980: Ilka. Ein Tag im Leben eines Iltisses
- 1983: Die Wölfin Hora
- 1988: Borstel als Kükenvater
- 1994: Das Mädchen vom Ginkgobaum, illustriert von Hermien Stellmacher, Altberliner, Berlin / München, ISBN 3-357-00775-4.

## Rundfunksendungen
- Das Mädchen aus dem Ginkgobaum, in der Reihe „Ohrenbär“ des SFB, 1994
- Jenni und der unglaubliche Mister Pompalon, in der Reihe „Ohrenbär“, 1994
- Karoline aus der Kiepe, in der Reihe „Ohrenbär“, 1995
- Ritter Barfuß und sein Ziegenbock, in der Reihe „Ohrenbär“, 1996
- Jora und der Katzenprinz, in der Reihe „Ohrenbär“, 1996
- Amarilla und die verflixte Drei, in der Reihe „Ohrenbär“, 1997
- Der Kobold mit den grünen Ohren, in der Reihe „Ohrenbär“, 1998
- Micha und seine Freunde , Kinderradio Berliner Rundfunk, 1962–1964

## Verfilmungen
- 1976: Die Leuchtturminsel (Regie: Günter Rätz, DEFA-Studio für Trickfilme)[3]
- 1981: Die fliegende Windmühle (Regie: Günter Rätz, DEFA-Studio für Trickfilme)
- 1982: Angst (Regie: Günter Rätz, DEFA-Studio für Trickfilme)[4]